# Torre Bulc
La torre Bulc, localizada en el municipio de Benasal, comarca del Alto Maestrazgo, provincia de Castellón; cerca de la carretera a Villafranca del Cid, es un monumento catalogado, por declaración genérica, como Bien de Interés Cultural, y así consta en la Dirección General de Patrimonio Artístico de la Generalidad Valenciana, donde puede comprobarse que no tiene expediente, ni inscripción ministerial.
La torre se encuentra muy próxima a la Torre de Pere Joan, también conocida como Torre Nabàs. Algunos autores la datan de principios del siglo XVII.  Presenta planta cuadrada y está adosada a una masía, que permanece en buen estado. La restauración a que ha sido sometida, ha provocado la pérdida de parte de su configuración original. Pese a ello se puede afirmar que su fábrica era de mampostería, con esquinas reforzadas con sillares. Presenta paredes encaladas y pintadas. Respecto a su cubierta, es plan y en su fachada presenta pequeñas ventanas adinteladas.